# Сфинтул Георге
ФК «Сфинтул Георге» (рум. Fotbal Club Sfântul Gheorghe) — футбольний клуб із села Суручень, Молдова. Заснований 2003 року. Виступає в Національному дивізіоні Молдови. Домашні матчі приймає на стадіоні «Суручень», потужністю 1 500 глядачів.

## Виступи в єврокубках
| Сезон   | Турнір           | Раунд | Клуб                | Вдома    | На виїзді      | Разом |
| ------- | ---------------- | ----- | ------------------- | -------- | -------------- | ----- |
| 2020–21 | Ліга Європи УЄФА | 1КР   | Шахтар (Солігорськ) | Н/Д      | 0–0 (4–1 пен.) | Н/Д   |
| 2020–21 | Ліга Європи УЄФА | 2КР   | Партизан            | 0–1 (дч) | Н/Д            | Н/Д   |

## Титули і досягнення
- Володар Кубка Молдови (1): 2020-21
- Володар Суперкубка Молдови (1): 2021